# Aridelus ruandicus
Aridelus ruandicus är en stekelart som beskrevs av De Saeger 1946. Aridelus ruandicus ingår i släktet Aridelus och familjen bracksteklar. Inga underarter finns listade.